# Stade Matmut Atlantique
O Stade Bordeaux-Atlantique é um estádio de futebol situado na cidade francesa de Bordéus. Sua construção iniciou-se no ano 2013. O prestigioso grupo de arquitectos Herzog & de Meuron, composto por Jacques Herzog e Pierre de Meuron, foi o encarregado da obra que foi finalizada em 2015. Tem uma capacidade de 42.115 espectadores e sua superfície estará por grama natural reforçado com fibra (gramado híbrido).
É a nova sede do clube de futebol francês, Football Club des Girondins de Bordeaux, que mudou de sede substituindo ao Stade Chaban-Delmas A partida inaugural disputou-se o 23 de maio de 2015, na penúltima jornada da temporada 2014/15 que o Girondins se enfrentou ao Montpellier.
O Stade Matmut Atlantique foi uma das sedes da Eurocopa 2016. Neste estádio disputaram-se cinco jogos: quatro da fase de grupos e um de quartos de final.

## Imagens

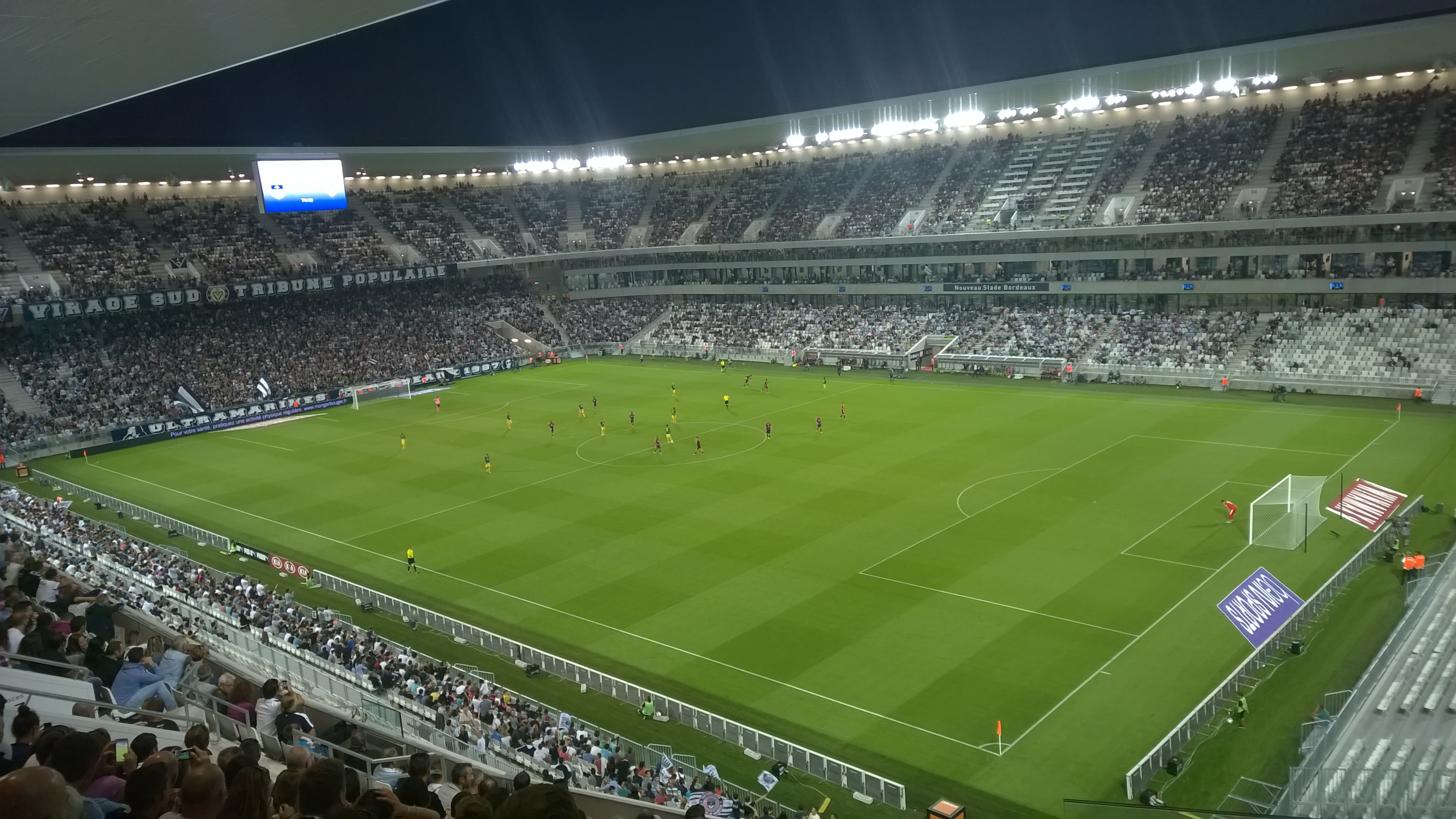
Vista interior
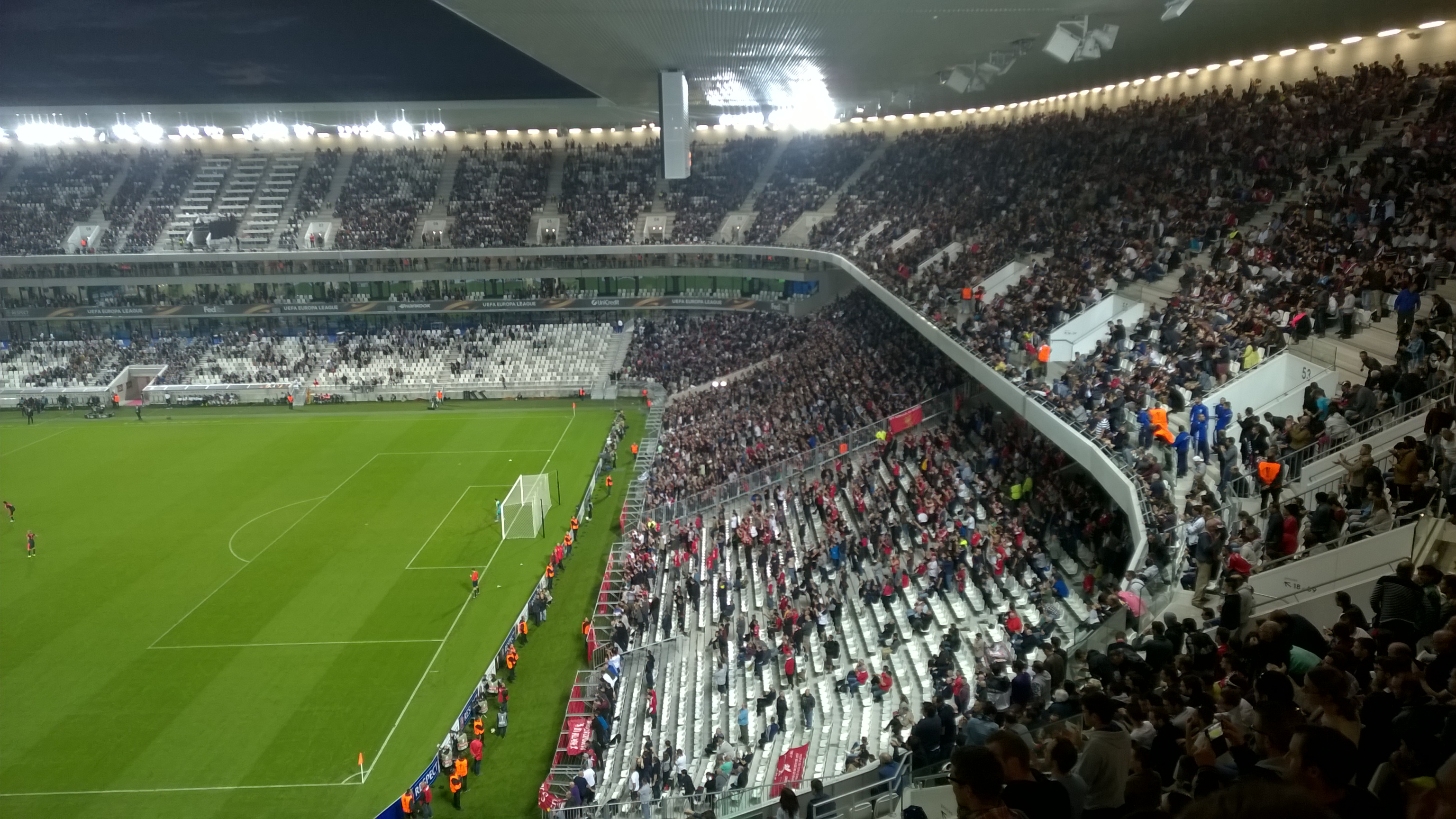
Vista interior